# Bahnhof Alkmaar
Der Bahnhof Alkmaar ist der größte Bahnhof der niederländischen Stadt Alkmaar. Der Bahnhof wird täglich von 15.272 Personen (2024) genutzt. Er ist zentraler Knotenpunkt im städtischen ÖPNV. Am Bahnhof verkehren nationale Regional- und Fernverkehrszüge.

## Geschichte
Der Bahnhof wurde am 20. Dezember 1865 mit der Bahnstrecke Nieuwediep–Amsterdam eröffnet. Das Bahnhofsgebäude und die Gleise wurden im Laufe der Jahre mehrmals umgebaut. In den 1960er Jahren erhielt der Bahnhof eine charakteristische Glasfront. Neben dem Bahnhof Alkmaar existiert auf dem Stadtgebiet noch der Ende der 1970er-Jahre eröffnete Haltepunkt Alkmaar Noord.
Hinter dem Bahnhof befindet sich ein siebengleisiger Abstellbereich. Dort werden die in Alkmaar endenden und übernachtenden sowie die nur zur Hauptverkehrszeit benötigten Züge geparkt.

## Streckenverbindungen
Im Jahresfahrplan 2022 verkehren folgende Linien am Bahnhof Alkmaar:
| Zugtyp    | Linienverlauf | Frequenz                                                                              |
| --------- | --- | ------------------------------------------------------------------------------------- |
| Intercity | Maastricht – Sittard – Roermond – Eindhoven Centraal – ’s-Hertogenbosch – Utrecht Centraal – Amsterdam Centraal – Alkmaar (– Schagen – Den Helder) | halbstündlich (fährt nicht abends; fährt nur in der HVZ über Schagen nach Den Helder) |
| Intercity | Nijmegen – Arnhem Centraal – Ede-Wageningen – Utrecht Centraal – Amsterdam Centraal – Alkmaar – Den Helder                                         | halbstündlich                                                                         |
| Intercity | Haarlem – Beverwijk – Alkmaar | halbstündlich (fährt nur in der HVZ)                                                  |
| Sprinter  | Amsterdam Centraal – Haarlem – Alkmaar – Hoorn | halbstündlich                                                                         |